# Hubert Damisch
Hubert Damisch (* 28. April 1928 in Prag; † 14. Dezember 2017 in Paris) war ein französischer Philosoph und Kunsthistoriker, Professor an der École des Hautes Études en Sciences Sociales in Paris.

## Leben und Wirken
Hubert Damisch studierte zunächst Philosophie an der Sorbonne, wo er Kurse bei Maurice Merleau-Ponty besuchte. Es folgten Studien an der École pratique des hautes études (EPHE) bei Pierre Francastel, wo er selbst ab 1958 unterrichtete. Am 5. September 1960 gehörte Damisch zu den Unterzeichnern des Manifests der 121. Er qualifizierte sich in Philosophie im Jahr 1970 mit der Schrift Theorie du Nuage bei Gaëtan Picon. 1977 gründete er an der EHESS das Centre d'histoire et de théorie des arts (CEHTA).
Seine Schwerpunkte waren die Semiologie in der Ästhetik, Malerei, Architektur, Fotografie, Kino und das Theater. Sein Werk befindet sich an der Schnittstelle zwischen Philosophie, Psychoanalyse und Kunstgeschichte. Damisch kuratierte Ausstellungen und war Jazzmusiker.

## Schriften (Auswahl)
Aufsätze
- Huit thèses pour (ou contre?) une sémiologie de la peinture. In: Macula. Band 2, 1977, S. 17–23, ISSN 0397-5770
  - deutsch: Acht Thesen für (oder gegen?) eine Semiologie der Malerei. In: Emmanuel Alloa (Hrsg.): Bildtheorien aus Frankreich. Eine Anthologie. Fink, München 2011, ISBN 978-3-7705-5014-2, S. 203–220.
- L’Art est-il nécessaire? 1993.

Briefe
- Alexander Iolas (Hrsg.): Hubert Damisch, lettre à Matta. Matta, response à Hubert Damisch. Galerie A. Iolas, Paris 1966.

Bücher
- mit Henri Martin: Adami. Maeght, Paris 1974.
  - deutsch: Adami. Diskalien. Bruckmann, München 1974, ISBN 3-7854-4111-8.
- Skyline. La ville narcisse. Seuil, Paris 1997, ISBN 2-02-028934-2.
  - deutsch: Skyline. Architektur als Denkform. Passagen-Verlag, Wien 2000, ISBN 3-85165-288-6.
- La Dénivelée. À l'épreuve de la photographie. Seuil, Paris 2001, ISBN 2-02-049909-6.
  - deutsch: Fixe Dynamik. Dimensionen des Photographischen. Diaphanes, Zürich 2004, ISBN 3-935300-23-9.[7]
- La peinture en écharpe. Delacroix, la photographie (= Collection d'esthétique. Band 76). Klincksieck, Paris 2007, ISBN 978-2-252-03787-4.
  - deutsch: Im Zugzwang. Delacroix, Malerei, Photographie. Diaphanes, Zürich 2006, ISBN 3-935300-77-8.[7]
- L’origine de la perspective (Champs; Band 605). Flammarion, Paris 2000, ISBN 2-08-081605-5 (EA Paris 1987).
  - deutsch: Der Ursprung der Perspektive. Diaphanes, Zürich 2010, ISBN 978-3-03734-087-5.[8]
- Un souvenir d'enfance par Piero della Francesca. Seuil, Paris 1997, ISBN 2-02-012608-7.
  - deutsch: Eine Kindheitserinnerung von Piero della Francesca. Diaphanes, Zürich 2015, ISBN 978-3-03734-327-2.[8]
- Théorie du nuage. Pour une histoire de la peinture. Seuil, Paris 1972, ISBN 2-02-002711-9.
  - deutsch: Theorie der Wolke. Für eine Geschichte der Malerei. Diaphanes, Zürich 2013, ISBN 978-3-03734-201-5.[8]
- Ruptures/Cultures (Critique). Édition de Minuit, Paris 1976, ISBN 2-7073-0090-X.
- Fenêtre jaune cadmium oules dessous de la peinture. Seuil, Paris 1984, ISBN 2-02-006962-8.
- mit Jean-Louis Cohen: Américanisme et modernité. L'idéal américain dans l'architecture. Colloque, Paris octobre 1985. EHESS-Flammarion, Paris 1993, ISBN 2-08-013601-1.
- mit Jacqueline Salmon (Photos): Villa Noailles, Hyères. Marval, Paris 1997, ISBN 2-86234-255-6 (zugl. Katalog d. gleichnam. Ausstellung, November 1997).
- mit François Rouan: Voyage à Laversine. Seuil, Paris 2004, ISBN 2-02-063972-6.
- Le messager des îles. Seuil, Paris 2012.